# اژدهای خدمتکار خانم کوبایاشی
اژدهای خدمتکار خانم کوبایاشی (به انگلیسی: Miss Kobayashi's Dragon Maid) ⁪ (ژاپنی: 小林さんちのメイドラゴン هپبورن: Kobayashi-san Chi no Meidoragon) مجموعه مانگا ژاپنی است که توسط Coolkyousinnjya نوشته و تصویرسازی شده‌است که از می ۲۰۱۳ در حال انتشار است.
مجموعه تلویزیونی انیمه اقتباس شده از این اثر ساخته استودیو کیوتو انیمیشن بین ژانویه و آوریل ۲۰۱۷ در ژاپن پخش شد و فصل دوم تحت عنوان اژدهای خدمتکار خانم کوبایاشی اس بین جولای و سپتامبر ۲۰۲۱ پخش شد. همچنین یک بازی ویدئویی و چندین مانگا اسپین آف از این اثر به انتشار رسیده‌است.